# Malgersdorf
Malgersdorf är en kommun och ort i Landkreis Rottal-Inn i Regierungsbezirk Niederbayern i förbundslandet Bayern i Tyskland.
Kommunen ingår i kommunalförbundet Falkenberg tillsammans med kommunerna Falkenberg och Rimbach.